# Izegem
Izegem è un comune belga di 27 364 abitanti, situato nella provincia fiamminga delle Fiandre Occidentali. La città è famosa per la produzione di spazzole e scarpe. La lingua della città è l'olandese. Il territorio comunale comprende città di Izegem vera e propria e due città minori, annesse successivamente all'istituzione del comune: Kachtem (dal 1977) ed Emelgem (dal 1965).

## Geografia fisica

### Territorio
|  | Il comune di Izegem è composto da 3 abitati principali: - Izegem (I) - Kachtem (II) - Emelgem (III) |

Gli abitati confinanti sono: (a) Ingelmunster, (b) Lendelede, (c) Sint-Eloois-Winkel, comune di Ledegem, (d) Rumbeke, comune di Roeselare, (e) Roeselare, (f) Ardooie, (g) Meulebeke

## Musei
Museo Nazionale di scarpe
Museo Nazionale di spazzole

## Amministrazione

### Gemellaggi
- Hotton (Belgio)
- Bad Zwischenahn (Germania)
- Hilders (Germania)
- Bailleul (Francia)
- Zlín (Repubblica Ceca)

## Sport
A Izegem è presente una squadra di football americano, gli Izegem Tribes, che hanno vinto 8 volte il Belgian bowl.